# Just Family
| Recensione | Giudizio |
| ---------- | -------- |
| AllMusic   |          |

Just Family è il terzo album della cantante jazz statunitense Dee Dee Bridgewater, pubblicato dalla casa discografica Elektra Records nell'aprile del 1978.

## Tracce

### LP
Lato A
1. Just Family – 5:12 (testo: Gilbert Moses, Richard Duncan – musica: Stanley Clarke)
2. Maybe Today – 6:53 (Gilbert Moses)
3. Children Are the Spirit (Of the World) – 3:04 (testo: Gilbert Moses – musica: Stanley Clarke, George Duke, Ndugu Leon Chancelor, Raymond Gomez)
4. Sorry Seems to Be the Hardest Word – 4:53 (Elton John, Bernie Taupin)

Lato B
1. Sweet Rain – 3:03 (testo: Sharon Barnes, John Barnes – musica: John Barnes)
2. Open Up Your Eyes – 5:28 (Ronnie Foster)
3. Night Moves – 3:12 (testo: Michael Franks – musica: Michael Small)
4. Thank the Day (You Walked into My Life) – 5:17 (Gilbert Moses)
5. Melody Maker – 2:22 (William Allen)

## Musicisti
Just Family
- Dee Dee Bridgewater – voce
- George Duke – tastiere
- Raymond Gomez – chitarra
- Stanley Clarke – basso
- Ndugu Leon Chancelor – batteria
- Airto Moreira – percussioni

Maybe Today
- Dee Dee Bridgewater – voce
- Bobby Lyle – tastiere
- David T. Walker – chitarra
- Ken Wild – basso
- Norman Fearrington – batteria

Children Are the Spirit (Of the World)
- Dee Dee Bridgewater – voce
- George Duke – tastiere
- Raymond Gomez – chitarra
- Stanley Clarke – basso
- Ndugu Leon Chancelor – batteria
- Airto Moreira – percussioni

Sorry Seems to Be the Hardest Word
- Dee Dee Bridgewater – voce
- Ronnie Foster – tastiere
- Raymond Gomez – chitarra
- Scarlet Rivera – violino
- Alphonso Johnson – basso
- Harvey Mason – batteria
- Airto Moreira – percussioni

Sweet Rain
- Dee Dee Bridgewater – voce
- Ronnie Foster – tastiere
- Raymond Gomez – chitarra
- Alphonso Johnson – basso
- Harvey Mason – batteria
- Airto Moreira – percussioni

Open Up Your Eyes
- Dee Dee Bridgewater – voce
- Ronnie Foster – tastiere
- Raymond Gomez – chitarra
- Stanley Clarke – basso
- Harvey Mason – batteria
- Airto Moreira – percussioni

Night Moves
- Dee Dee Bridgewater – voce
- Bobby Lyle – tastiere
- Abraham Laboriel – basso
- Norman Fearrington – batteria

Thank the Day (You Walked into My Life)
- Dee Dee Bridgewater – voce
- Bobby Lyle – tastiere
- David T. Walker – chitarra
- Stanley Clarke – strumenti a corde
- Ken Wild – basso
- Norman Fearrington – batteria

Melody Maker
- Dee Dee Bridgewater – voce
- Chick Corea – tastiere
- Airto Moreira – percussioni

Note aggiuntive
- Stanley Clarke – produttore, arrangiamenti
- Registrazioni (e mixaggio) effettuate al Chateau Recorders, North Hollywood, California, ottobre 1977
- Ed E. Thacker – ingegnere delle registrazioni
- Gary J. Coppola, Christopher Gregg e Brian Leshon – assistenti ingegnere delle registrazioni
- Tony Lane – art direction copertina album originale
- Silano (Bill Silano) – foto copertina album originale[3]

## Classifica
Album
| Anno | Classifica    | Posizione raggiunta |
| ---- | ------------- | ------------------- |
| 1978 | Billboard 200 | 170                 |

Singoli
| Anno | Titolo del brano | Classifica            | Posizione raggiunta |
| ---- | ---------------- | --------------------- | ------------------- |
| 1978 | Just Family      | Hot R&B/Hip-Hop Songs | 95                  |